# ГЕС Орель
ГЕС Орель (фр. Orelle) — гідроелектростанція на південному сході Франції у середній течії річки Арк (ліва притока Ізеру, що, своєю чергою, є лівою притокою Рони), яка на цій ділянці дренує південний схил Грайських Альп та північний схил Котських Альп. Входить до складу каскаду, знаходячись між ГЕС Віллароден (вище по течії) та ГЕС Сауссац.
Забір води для роботи станції Orelle здійснюється за допомогою греблі Freney висотою 16 метрів та довжиною 28 метрів. Завдяки тільки що згаданій ГЕС Villarodin, ця споруда дозволяє захоплювати не лише природний стік із верхів'я Арку, але й воду, перекинуту з південно-східного напрямку зі сточища річки La Cenise (належить до басейну Адріатичного моря).
З водосховища греблі Freney починається дериваційний тунель, який тягнеться через гірський масив лівобережжя річки. Минувши ГЕС Бісорт (працює на ресурсі з приток Арку), тунель виходить до машинного залу. Останній обладнаний двома турбінами типу Френсіс потужністю по 31 МВт, які при напорі у 117 метрів забезпечують виробництво 170 млн кВт·год електроенергії на рік.